# Gnatholepis gymnocara
Gnatholepis gymnocara es una especie de peces de la familia de los Gobiidae en el orden de los Perciformes.

## Morfología
Los machos pueden llegar a alcanzar los 3,7 cm de longitud total.

## Hábitat
Es un pez de Mar y, de clima subtropical y demersal que vive entre 0-1 m de profundidad. 

## Distribución geográfica
Se encuentra en el Pacífico occidental: Australia. 

## Observaciones
Es inofensivo para los humanos. 